# Canis lupus arabs
Canis lupus arabs és una subespècie del llop (Canis lupus) present a la Península Aràbiga.
Està extint als Emirats Àrabs Units i en perill d'extinció a l'Aràbia Saudita.

## Descripció

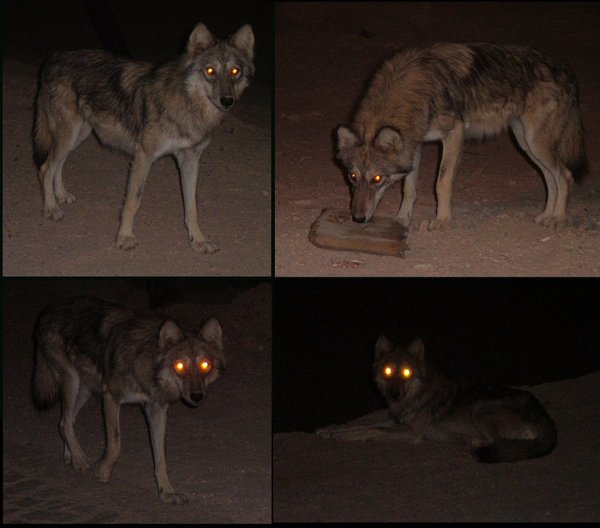
Exemplar fotografiat al sud d'Israel

- Fa 66 cm d'alçària fins a les espatlles.
- Pesa, de mitjana, 18 kg.
- El pelatge és curt, de color beix grisenc i esdevé més llarg i gruixut a l'hivern.
- Les orelles són grans en comparació amb la resta del cos.
- Els ulls són de color groc amb les pupil·les negres. Tot i així, n'hi ha exemplars que les tenen marrons, la qual cosa revela que en el passat es va hibridar amb gossos assilvestrats.[4]

## Ecologia
És capaç de matar animals de la mida d'una cabra però, generalment, es nodreix de carronya, ocells petits, rosegadors, rèptils i insectes. També menja fruites i d'altres vegetals quan la carn és escassa. Caça principalment de nit.
Excava caus a la sorra per protegir-se de la llum solar. A causa de la dificultat de trobar aliment, només es formen llopades durant la temporada d'aparellament (d'octubre a desembre) o quan el menjar és abundant.
Pot tenir ventrades de fins a 12 cadells però, normalment, són de 2–3. Són cecs en néixer i deslletats a les vuit setmanes quan els pares comencen a regurgitar el menjar per a ells.